# گویدو بلیدو اوگارته
گویدو بلیدو اوگارته (انگلیسی: Guido Bellido؛ زادهٔ ۷ اوت ۱۹۷۹) سیاستمدار اهل پرو و نخست‌وزیر سابق این کشور است.